# طاهر التمسماني
طاهر التمسماني ملاكم مغربي، ولد 10 سبتمبر 1980، فاز بالميدالية البرونزية في الألعاب الأولمبية الصيفية سنة 2000 المقامة بسيدني، (أستراليا) في وزن الريشة، (54 كغ).
شارك في بطولة أفريقيا للملاكمة المقامة بياوندي (الكاميرون)، وفاز بالميدالية الذهبية في وزن أقل من 60 كغ

## نتائج الأولمبيات
2000
- فاز أمام بارك هيونغ مين (كوريا الجنوبية) 21-14
- فاز أمام إسرائيل هكتور بيريز (الأرجنتين) 21-18
- خسر أمام بيكزات ستارخانوف (كازاخستان) 10-22

2004
- خسر أمام سام روكوندو (أوغندا) 22-30

2008
- خسر أمام دومينيكو فالنتينو (إيطاليا) 5-14

## وصلات خارجية
- طاهر التمسماني على موقع بوكس ريك (الإنجليزية) (registration required)
- طاهر التمسماني على موقع اللجنة الأولمبية الدولية (الإنجليزية)
- طاهر التمسماني على موقع أوليمبيديا (الإنجليزية)

 هلى موقع Sports Reference]